# Mu Zimei

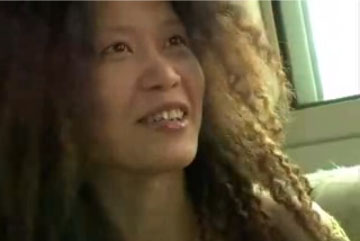
Muzi Mei

Muzi Mei (木子美), Mu Zimei, Mu Zi Mei ou Muzimei (Guangzhou, 1978) é uma jornalista chinesa.
Nasceu em Cantão e ficou muito famosa em 2003. Seu nome real é Li Li (李丽). Em sua obra, estão contidas descrições explicitamente sexuais de seus encontros com vários homens, algo em que tem sido pioneira na China.
Em 2003, sua obra foi muito comentada em diversos meios de comunicação chineses e, inclusive, se mencionava esta polêmica criada no New York Times e no Washington Post, entre outros meios fora do país.
Sua obra se inclui na corrente contestadora, onde também encontramos Wei Hui e Mian Mian, na qual a crítica valoriza mais o seu testemunho que seu valor literário.
Parte de seus blogs foram traduzidos para o francês e publicados com o título de Journal sexuel d'une jeune Chinoise sur le net (ISBN 2226159800). 